# Бабуджян Левон Сумбатович
Левон Бабуджян (вірм. Լեւոն Բաբուջյան; нар. 8 травня 1986, Єреван) — вірменський шаховий гросмейстер.

## Досягнення
- 2008 розділив друге-третє місце на меморіалі Василишина[1]
- 2009 перший в Стамбулі[2]
- 2011 виграв 81-й Yerean City Chess[3]
- 2011 Загальний другий-шостий у 4-му меморіалі Карена Асряна в Джермуці[4]
- 2012 третє місце у вірменському Chess960.[5]

## Зовнішні посилання
- Партії  в базі Chessgames